# ヴァルター・リースター
ヴァルター・リースター（Walter Riester、1943年9月27日 - ）は、ドイツの政治家。ドイツ社会民主党（SPD）所属。1998年から2002年まで、ゲアハルト・シュレーダー内閣で労働・社会問題相を務めた。

## 経歴
バイエルン州カウフボイレン出身。国民学校を卒業後、1957年から3年間、舗装工見習いとなる。1966年SPDに入党。1969年にマイスター試験に合格。フランクフルトの労働者アカデミーで学び、ドイツ労働組合連盟（DGB）の事務局で働く。1977年にIG Metall（イーゲー・メタル、金属産業労働組合）に転じ、労働組合事務でキャリアを重ねる。1993年から1998年までIG Metall副委員長。
1998年、ゲアハルト・シュレーダー内閣に労働社会問題大臣（厚生労働大臣に相当）として招聘される。同年、SPD連邦幹部会員となる。労働相として新たな年金制度案を策定し、この改革案はリースターの名を取って「リースター年金」と呼ばれ、2001年の流行語大賞の一つに選ばれた。2002年のドイツ連邦議会選挙に出馬して初当選。この際リースターの労働・社会問題省は経済・労働省と保健・社会保障省に改編されたため、内閣から離れた。
2005年から党の経済協力・開発援助委員会副委員長。2009年ドイツ連邦議会選挙に立候補せず、政界を引退した。
妻との間に二児がある。